# مایکل هوفمان (بازیکن فوتبال، زاده ۱۹۷۲)
مایکل هوفمان (انگلیسی: Michael Hofmann؛ زادهٔ ۳ نوامبر ۱۹۷۲) بازیکن فوتبال اهل آلمان است.
از باشگاه‌هایی که در آن بازی کرده‌است می‌توان به باشگاه فوتبال یان رگنسبورگ و باشگاه فوتبال مونیخ ۱۸۶۰ اشاره کرد.